# Désobéissance civile
 (avril 2011).
Si vous disposez d'ouvrages ou d'articles de référence ou si vous connaissez des sites web de qualité traitant du thème abordé ici, merci de compléter l'article en donnant les références utiles à sa vérifiabilité et en les liant à la section « Notes et références ».

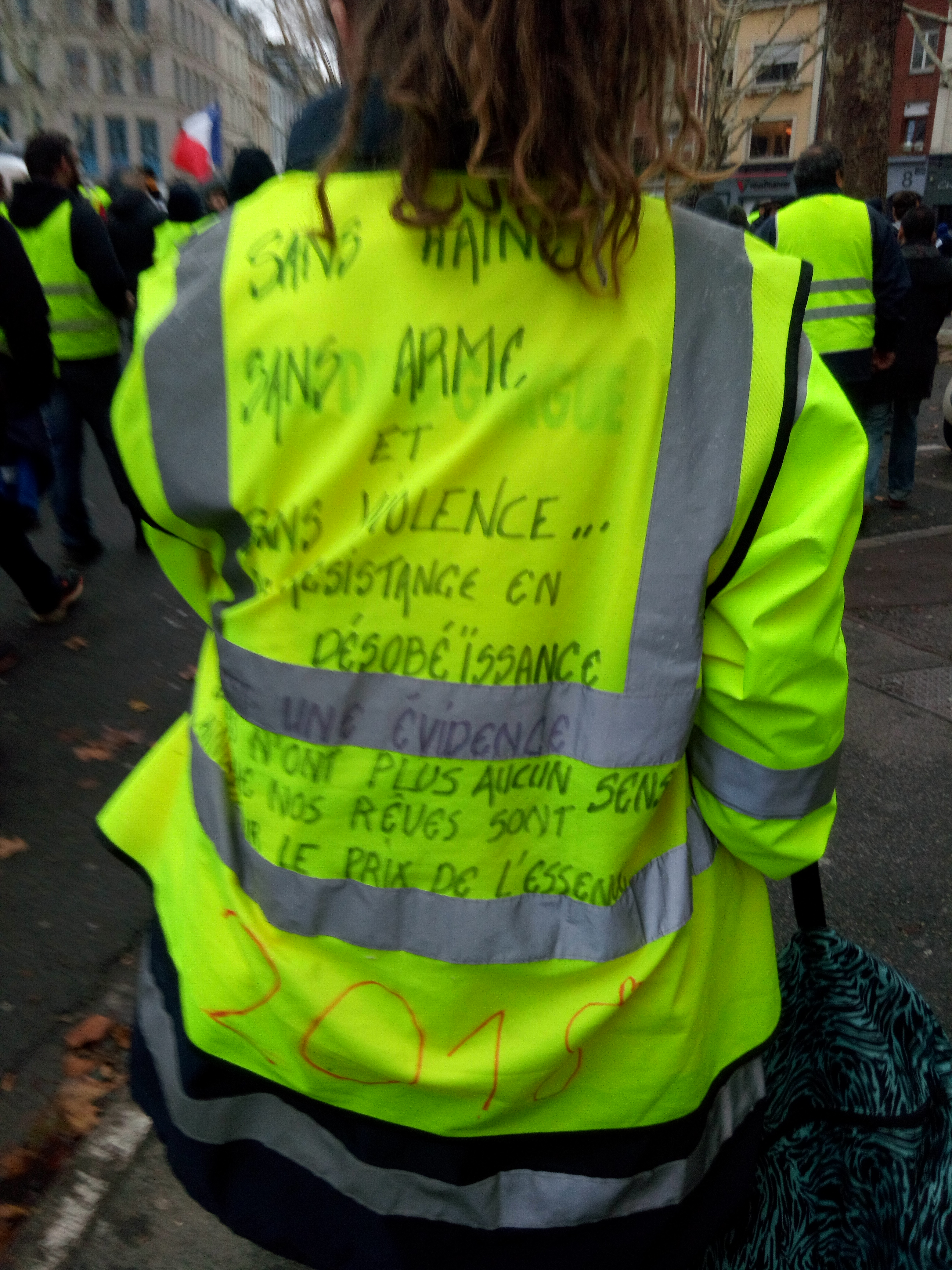
Message d'un individu soutenant la « désobéissance » à son initiative personnelle lors d'une manifestation de Gilets jaunes à Lille, en décembre 2018. Le texte est extrait de la chanson "Sans haine, sans armes, et sans violence" du groupe HK et les Saltimbanks.

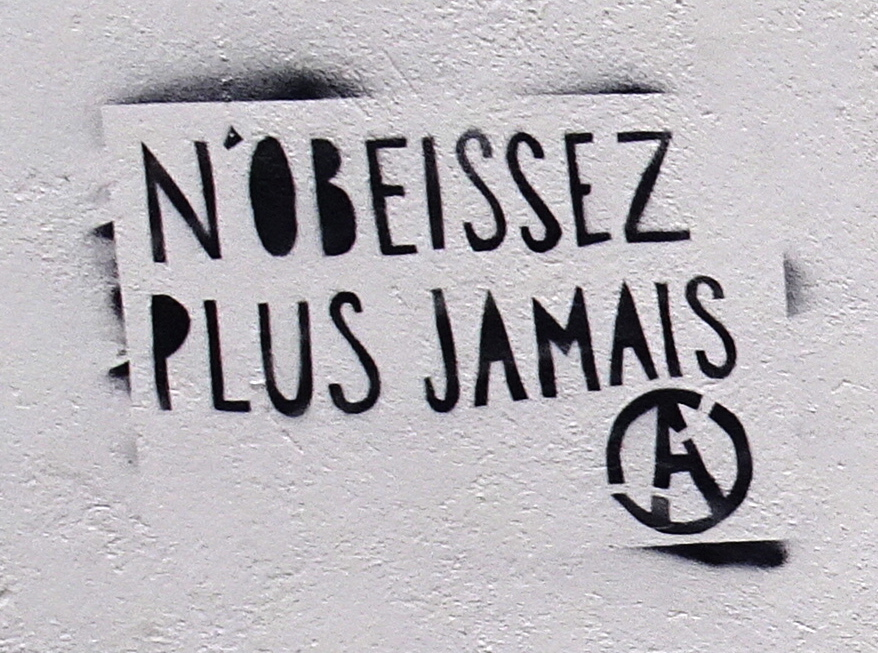
Graffiti anarchiste à Nyon (canton de Vaud), en 2021.

La désobéissance civile est le refus assumé et public de se soumettre à une loi, un règlement, une organisation ou un pouvoir jugé inique par ceux qui le contestent, tout en faisant de ce refus une arme de combat pacifique via des modes d’actions illégaux.
Le terme apparaît pour la première fois en 1866 dans un recueil posthume des écrits de l'Américain Henry David Thoreau, bien que celui-ci n'ait jamais utilisé cette expression. L'éditeur a attribué le titre La Désobéissance civile à son essai initialement intitulé Résistance au gouvernement civil, publié en 1849, à la suite de son refus de payer une taxe destinée à financer la guerre contre le Mexique. Si la désobéissance civile est une forme de révolte ou de résistance, elle se distingue pourtant de la révolte au sens classique. La révolte classique tend à opposer la violence à la violence. La désobéissance civile, plus subtile, refuse d'être complice d'un pouvoir jugé illégitime et de nourrir ce pouvoir par sa propre coopération. Le principe même du pouvoir politique pourrait rendre possible l'efficacité de cette action. Autrement dit la désobéissance civile tire sa spécificité sur la réforme dans toute fidélité. C'est une fidélité critique, car le désobéissant ne conteste pas le socle du système en vigueur, au contraire il accorde belle et bien de légitimité au système mais seulement il y un écart ponctuel entre ce qui devrait être et ce qui est. C'est en cela que le désobéissant fonce sa contestation.

## Définition
Il n'y a pas d'unanimité sur la définition de la désobéissance civile. John Rawls et Jürgen Habermas ont chacun une définition de la désobéissance civile.
Selon Rawls : « La désobéissance civile peut être définie comme un acte public, non violent, décidé en conscience, mais politique, contraire à la loi et accompli le plus souvent pour amener un changement dans la loi ou bien dans la politique du gouvernement. En agissant ainsi, on s'adresse au sens de la justice de la majorité de la communauté et on déclare que, selon une opinion mûrement réfléchie, les principes de coopération sociale entre des êtres libres et égaux ne sont pas actuellement respectés ».
Pour Habermas : « La désobéissance civile inclut des actes illégaux, généralement dus à leurs auteurs collectifs, définis à la fois par leur caractère public et symbolique et par le fait d'avoir des principes, actes qui comportent en premier lieu des moyens de protestation non violents et qui appellent à la capacité de raisonner et au sens de la justice du peuple. »
Six éléments sont donc caractéristiques d'un acte de désobéissance civile.

### Infraction consciente et intentionnelle
L'acte de désobéissance doit être une infraction consciente et intentionnelle, et il doit ainsi violer une règle de droit positif. Si l'infraction porte sur la norme contestée directement, on parle de désobéissance directe ; ce fut, par exemple, le cas des campagnes de désobéissance civile lancées par Martin Luther King qui visaient à faire occuper par les noirs les espaces légalement réservés aux blancs. Mais, la norme violée peut ne pas être celle contestée, on parle alors de désobéissance civile indirecte, c'est le cas par exemple des sit-in, qui ne visent pas à contester le code de la route.
Bien qu'il ne soit pas possible de constater l'existence d'une infraction a priori (c'est le juge qui détermine l'existence d'une infraction), on considère qu'un acte est constitutif d'un acte de désobéissance civile lorsque ses auteurs prennent le risque de commettre un acte qui est, aux yeux de l'opinion publique et à ceux des autorités, généralement tenu comme une infraction.
Touchant cette question, il est intéressant de rappeler l'expérience réalisée par Stanley Milgram où le sujet consiste à mesurer la proportion des individus capables de démarrer un tel acte de désobéissance malgré la pression sociale ou administrative.

### Acte public
L'acte de désobéissance se traduit par une attitude publique, ce qui le différencie de la désobéissance criminelle, qui ne prospère que dans la clandestinité (parfois, avec une revendication).
Dans la désobéissance civile, la publicité vise à écarter tout soupçon sur la « moralité de l'acte » et à lui conférer en outre une valeur symbolique et la plus grande audience possible afin que l'acte ait le plus grand retentissement pour modifier le « sentiment » ou la « conviction » de l'opinion publique. L'acte vise ainsi la plus large médiatisation possible et peut entrer dans une stratégie de provocation et d'agitprop.
Certains auteurs vont au-delà ; fidèle à la ligne de Gandhi, ils voient dans la publicité une exigence qui veut que l'on communique à l'avance aux autorités compétentes les actions futures de désobéissance.

### Acte individuel ou mouvement à vocation collective
L'acte de désobéissance s'inscrit le plus souvent dans un mouvement collectif, contre des lois ne touchant pas directement ceux qui la combattent, mais peut aussi concerner la désobéissance à titre individuel de personnes dont les droits sont directement mis en cause par la loi ou la règle contestée, cas dans lequel s'inscrit l'objection de conscience. Lorsqu'elle devient collective, elle est l'acte d'un groupe qui se présente comme une minorité agissant et se traduit par l'action concertée de celle-ci. Ainsi, Hannah Arendt relève que « loin de procéder de la philosophie subjective de quelques individus excentriques la désobéissance civile résulte de la coopération délibérée des membres du groupe tirant précisément leur force de leur capacité d'œuvrer en commun » [réf. souhaitée]. La désobéissance est donc souvent une action collective, mais rien n'empêche que le sursaut moral d'un individu ne finisse par mobiliser un courant plus large qui pourra alors être qualifié de désobéissance civile. C'est typiquement le cas du refus de Rosa Parks d'obéir à une injonction non prévue par la loi, dont la résistance individuelle s'est étendue au mouvement collectif de boycott du réseau de bus de Montgomery après sa condamnation à une amende.

### Action pacifique
Le désobéissant use généralement de moyens pacifiques. La désobéissance civile vise à appeler aux débats publics et pour ce faire, elle en appelle à la « conscience endormie » de la majorité plutôt qu'à l'action violente. C'est un des traits qui la distingue de la révolution, qui pour arriver à ses fins peut, potentiellement, en appeler à la force. En outre, l'opposition à la loi qui est inhérente à la désobéissance civile se faisant dans une paradoxale fidélité à une loi considérée supérieure, il n'y a donc pas de violence dans l'esprit de la désobéissance civile. Celle-ci étant plutôt le fait de l'État, le seul qui dispose d'une « violence légitime » selon Max Weber, cette violence pouvant être physique mais aussi « symbolique » c'est-à-dire psychique, voire souvent économique ou verbale.

### La modification d'une règle
Selon ses promoteurs, la désobéissance civile poursuit des fins novatrices. Elle vise l'« abrogation » ou tout au moins la modification de la norme contestée. La nature de la désobéissance civile consistant à « forcer l’intervention du juge dans un procès au cours duquel une obligation légale tenue pour injuste, indigne, dangereuse ou illégitime est réévaluée en public », elle n'existe donc que si le refus fait l'objet d'une action en justice.

### Principes supérieurs
La désobéissance civile fait appel à des « principes supérieurs » à l'acte contesté. C'est sans doute le trait le plus important de la désobéissance civile puisque c'est lui qui lui donne une certaine légitimité. Ces principes considérés supérieurs peuvent être religieux, et des membres du clergé ont donc souvent été des participants ou des dirigeants dans des actions de désobéissance civile. Aux États-Unis par exemple, les frères Berrigan sont des prêtres qui ont été arrêtés des douzaines de fois pour des actes de désobéissance civile dans des protestations antiguerre.
Les principes supérieurs invoqués peuvent également être « constitutionnels » ou « supra constitutionnels ». Ainsi, des écrivains et cinéastes français, dans leur texte appelant à la désobéissance civile en 1997 contre un projet de loi de Jean-Louis Debré, qui obligeait notamment toute personne hébergeant un étranger en visite privée en France à déclarer à la mairie son départ, faisaient référence aux libertés publiques et au respect de la personne humaine. En lançant cet appel, les désobéissants montrent qu'il existe selon eux une possibilité d'être entendu par les gouvernants. Ce fut d'ailleurs le cas contre ce projet de loi Debré, car, à la suite du débat qui eut lieu, et devant la mobilisation de l'opinion publique, le gouvernement de l'époque n'eut d'autre choix que de renoncer au projet.
Selon ses promoteurs, la désobéissance civile, loin donc d'affaiblir les institutions, pourrait au contraire les renforcer en provoquant une compréhension plus claire de leurs idéaux fondateurs et en faisant participer davantage l'opinion publique au processus normatif.

## Historique

### De l'Antiquité à l'époque moderne
Une forme de la de désobéissance civile existait déjà dans le mythe d'Antigone, laquelle brave les lois de la cité pour donner à son frère une sépulture décente, et dans la Lysistrata d'Aristophane, où les femmes décident de se refuser à leurs maris tant qu'ils n'auront pas mis un terme à la guerre.
L'histoire romaine a conservé la mémoire de manifestations de femmes, en 195 av. J.-C. contre des restrictions vestimentaires et en 42 av. J.-C. contre une taxe abusive, ce qui nous montre que déjà l'idée de résistance à une loi jugée inique était déjà présente. On peut parler du jus resistendi (« droit de résistance ») du droit romain.
De son côté, la religion chrétienne au Moyen Âge distinguait, sur la base de la théorie des deux épées formulée au Ve siècle par le pape Gélase, la sphère civile et la sphère religieuse. Se référant à la norme de l'Évangile qui veut que l'on « donne à César ce qui appartient à César et à Dieu ce qui est à Dieu », l'Église a ensuite formulé de manière définitive le devoir d'obéissance en se fondant sur la doctrine paulinienne selon laquelle il n'y a d'autre pouvoir que celui qui vient de Dieu. Elle établit en outre que le bras armé de Dieu est plus puissant que celui des hommes, qu'ils soient rois ou empereurs, car ils sont ce qu'ils sont par la seule grâce de Dieu. Cependant, Thomas d'Aquin dans la Somme théologique, ouvrira un début de brèche à l'obéissance aveugle à la loi en acceptant que l'on désobéisse à des lois injustes (plutôt définies comme des actes de violence que des lois) et pour autant que lesdites lois soient contraires au droit divin et que la désobéissance à la loi ne produise pas de maux supérieurs à son accomplissement.
Au XVIe siècle des penseurs comme Étienne de La Boétie et les monarchomaques théorisèrent le refus d'obéir au tyran. Ce dernier montre dans le Discours de la servitude volontaire que le pouvoir d'un État repose entièrement sur la coopération de la population. Ainsi, dès l'instant où la population refuse d'obéir, l'État n'a plus de pouvoir. Un peuple peut donc résister sans violence par la désobéissance et provoquer l'effondrement d'un État illégitime, car, disait-il, le pouvoir le plus féroce tire toute sa puissance de son peuple. Encore faut-il une prise de conscience générale et le courage des premiers militants pour que ce principe puisse être efficace. C'est principalement Gandhi en Inde, Martin Luther King aux États-Unis, Mandela en Afrique du Sud, les Grands-Mères de la Place de Mai en Argentine et la contestation du pouvoir soviétique dans les années 1980 qui en ont montré l'efficacité.

### Époque contemporaine
Le principe est utilisé aujourd'hui au sein des démocraties pour lutter contre certaines lois lorsque les militants estiment que la légalité, qui dépend de la majorité et / ou d'une certaine inertie, ne parviendra pas à modifier ces lois. La désobéissance est illégale par définition, mais est en principe non violente. Cependant, certaines actions en France ont revendiqué la dégradation de biens privés (par exemple les faucheurs volontaires). Certains ne voient dans ces actions que la dégradation de biens ou la résistance d'individus ou de groupes isolés, mais d'autres y voient un acte salutaire d'action directe de désobéissance civile visant à faire modifier la politique des autorités.

### Henry David Thoreau

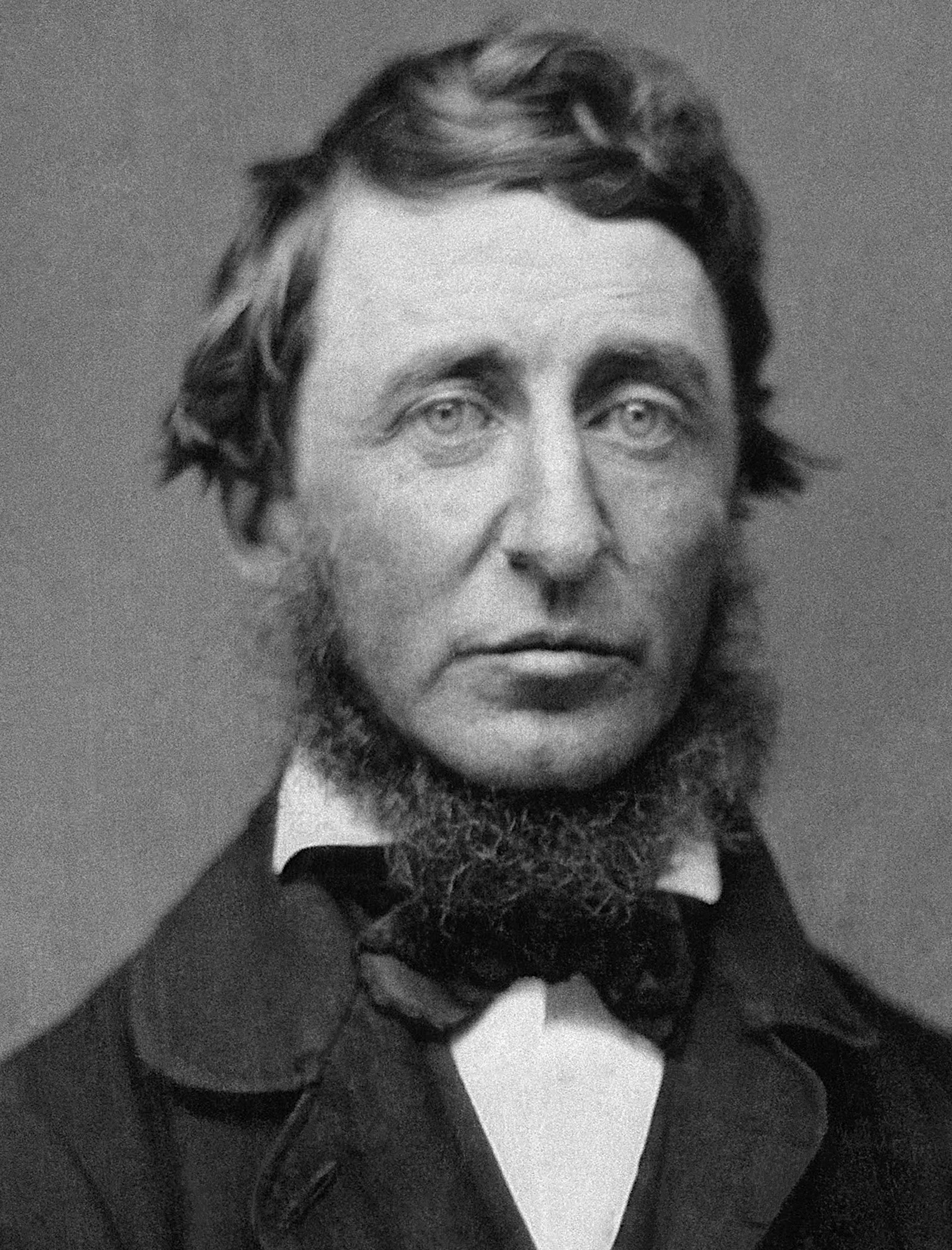
Henry David Thoreau, 1856.

Le mouvement d'« indépendance des colonies » vis-à-vis de l'absolutisme métropolitain a été à l'origine de l'apparition de nouveaux ordres juridiques. Ces nouveaux systèmes ont été précédés d'une désobéissance de fait qui constitue la base du droit à l'autodétermination des peuples.
Ce mouvement d'indépendance a permis la théorisation de la désobéissance civile qui fut mise en place par Henry David Thoreau dans son essai « Resistance to Civil Government » publié en 1849 à la suite de son refus de payer la part de l'impôt destinée à financer la guerre contre le Mexique en vue de l'annexion du Texas, fait pour lequel Thoreau fut contraint à passer une nuit en prison. Thoreau s'opposait également à la politique esclavagiste des États du Sud, au traitement injuste infligé à la population indigène américaine. Son éditeur refit publier l'ouvrage à titre posthume avec un nouveau nom « Civil Desobedience », inspiré par la correspondance de l'auteur où figurait effectivement le mot. Son ouvrage fut traduit par désobéissance civile bien qu'il aurait été sans doute plus fidèle de traduire le terme par désobéissance civique, cependant l'usage du terme désobéissance civile est devenu courant par la suite.
Thoreau prenait la défense des minorités, il écrivait qu'« un homme qui aurait raison contre ses concitoyens constitue déjà une majorité d'un » et, encourageant cet homme à l'action, il ajoutait qu'« une minorité n'a aucun pouvoir tant qu'elle s'accorde à la volonté de la majorité : dans ce cas, elle n'est même pas une minorité. Mais, lorsqu'elle s'oppose de toutes ses forces, on ne peut plus l'arrêter ». La désobéissance civile serait donc un outil contre la « dictature de la majorité » qui sévit en démocratie selon Tocqueville, un illustre contemporain de Thoreau.

### Expérimentations auXIXesiècle
- Te Whiti o Rongomai (c. 1830-1907), à Taranaki (Nouvelle-Zélande)

### Mohandas Gandhi

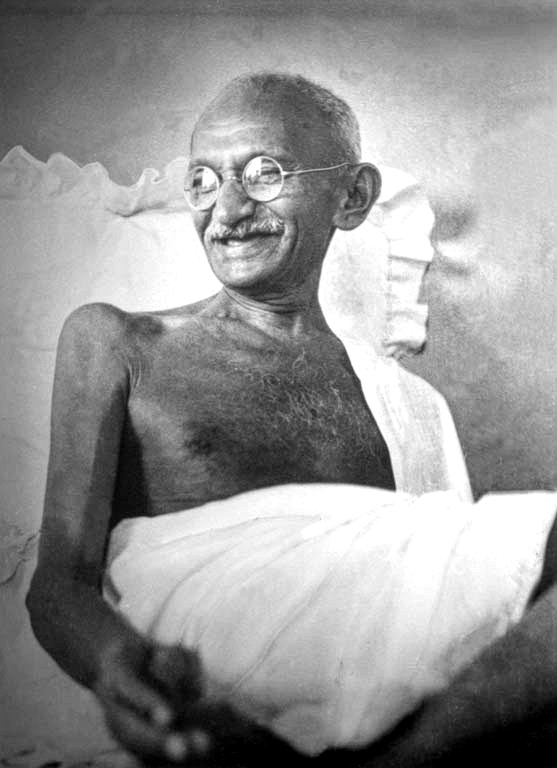
Mohandas Gandhi, 1942.

Le XXe siècle fut marqué par deux grandes figures de la désobéissance civile, Mohandas Gandhi et Martin Luther King.
Ainsi le 11 septembre 1906, Gandhi réunit 3 000 personnes au Théâtre Impérial de Johannesburg et obtient, comme dans une sorte de nouveau Serment du Jeu de paume de la Révolution française, de l'assemblée ainsi réunie, le serment de désobéissance. Cela lui vaudra en 1907 ses deux premiers séjours en prison. C'est au cours du deuxième qu'il va découvrir le traité de désobéissance civile de Henry David Thoreau. Par la suite, Gandhi développa l'idée de désobéissance civile à travers le concept de Satyagraha (littéralement la voie de la vérité), qui lui permit de mener sa lutte non violente contre l'apartheid en Afrique du Sud et de s'opposer à la politique coloniale du Royaume-Uni en Inde, puis pour l'indépendance de l'Inde. Le 17 mars 1930, Gandhi lance une « Marche du sel », vers les marais salants de Jabalpur, distants de 300 km. Le gouvernement britannique détient en effet le monopole du sel qui lui rapporte 15 millions de francs or par an, utilisés pour l'entretien des troupes coloniales. Arrivés sur place le 6 avril 1930, à 8 h 30 du matin, accompagnés de quelques milliers de sympathisants, il récolte du sel qui sera vendu aux enchères pour la somme de 425 roupies, un montant non négligeable pour l'époque. Les 50 000 marcheurs défient les autorités en récoltant du sel sur la plage, puis investissent les dépôts de sel du gouvernement colonial. Tout au long de la marche, Gandhi a diffusé une liste de règles religieuses du comportement non-violent qui sont scrupuleusement respectées. Les manifestants sont frappés ou arrêtés. Après plusieurs semaines, le gouvernement finalement cède. 
Gandhi proposait les règles suivantes dans sa lutte non-violente :
1. Un résistant civil ne doit pas avoir de colère.
2. Il supportera la colère de l'opposant, ainsi que ses attaques sans répondre. Il ne se soumettra pas, par peur d'une punition, à un ordre émis par la colère.
3. Si une personne d'autorité cherche à arrêter un résistant civil, il se soumettra volontairement à l'arrestation, et il ne résistera pas à la confiscation de ses biens.
4. Si un résistant civil a sous sa responsabilité des biens appartenant à d'autres, il refusera de les remettre, même au péril de sa vie. Mais, il ne répondra pas à la violence.

### Après le nazisme: Nuremberg et la désobéissance obligatoire
Après la Seconde Guerre mondiale, lors du procès de Nuremberg des anciens nazis, la question : « jusqu'à quel point le principe de légalité doit prévaloir sur celui de justice ? », fut au cœur des débats. Les anciens nazis se dirent de simples exécutants obligés d'agir face à la rigueur militaire et à la sauvagerie nazie et de punir toute forme de dissidence. Cependant, dans son ouvrage, Des hommes ordinaires, le 101e bataillon de réserve de la police allemande et la solution finale en Pologne, Christopher Browning démontre que des hommes ordinaires, ni spécialement nazis, ni même obsessionnellement antisémites, ont agi avec un zèle meurtrier pour éradiquer les juifs de Pologne. L'historien relève un passage particulièrement intéressant : « après l'exposé de la mission qui était confiée au bataillon, à savoir l'exécution par les hommes du bataillon des femmes, enfants et vieillards juifs d'un hameau polonais comptant 1 800 juifs, le commandant du bataillon écœuré par l'ordre qui lui avait été donné propose à ceux qui ne s'en sentent pas la force de ne pas participer à la mission ; seulement 12 hommes sur les 500 du bataillon refusèrent d'accomplir la mission ». Browning met au cœur de ces comportements criminels certains facteurs mis également en évidence par Milgram : le conformisme de groupe, la force du lien social, la division et l'organisation du « travail » et surtout la lente déshumanisation des juifs.
Par la suite, à Nuremberg, les juges ne se sont pas bornés à reconnaître le droit de la personne à désobéir aux normes iniques, ils ont aussi condamné ceux qui avaient obéi à ces normes, transformant ainsi le droit de désobéir à un ordre illégal ou inique en un devoir dont l'inaccomplissement mérite la punition correspondante.

### Martin Luther King

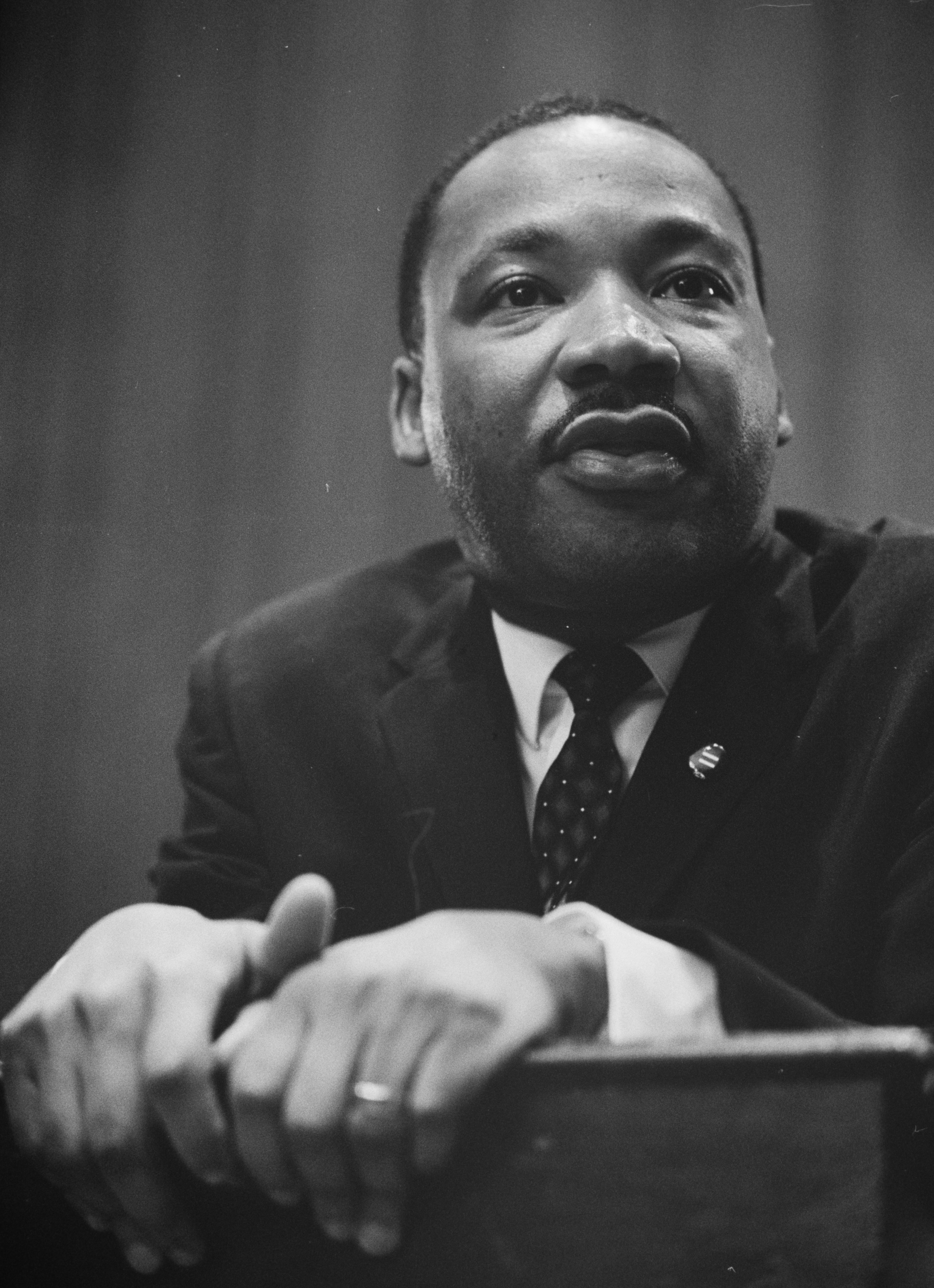
Martin Luther King, 1964.

La désobéissance civile fut par la suite adoptée par Martin Luther King, le chef de file du mouvement pour les droits civiques des Noirs aux États-Unis. Il fut le meneur du boycott des bus de Montgomery (Alabama) en 1955, qui commença lorsque Rosa Parks refusa de céder sa place à une personne de couleur blanche. King fut arrêté durant cette campagne, qui se termina par une décision de la Cour suprême des États-Unis déclarant illégale la ségrégation dans les autobus, restaurants, écoles, et autres lieux publics.
La désobéissance civile a aussi été utilisée par les militants pacifistes qui remettaient en cause l'esprit et les motifs de l'intervention militaire au Viêt Nam ; ils organisaient notamment des Sit-in qui paralysaient le centre des grandes villes.

### César Chávez
César Chávez est un syndicaliste-paysan originaire de Californie. Il appelle à la grève et au boycott pour défendre les droits sociaux des paysans et journaliers de 1965 à 1975.

## Critique
Les deux premières critiques adressée à la désobéissance civile par ses détracteurs, en démocratie, sont son manque de légitimité, puisque l'infraction à la loi républicaine ne doit pas être récompensée, et un risque de dévoiement politique, les intérêts individuels ne pouvant prévaloir sur ceux de la communauté. Plus généralement, la contestation d'une mesure décidée démocratiquement est un refus de se plier à la règle commune susceptible de représenter une menace pour la démocratie, puisque ce refus remet en cause le principe que la minorité s’engage à accepter les décisions prises par une majorité, principe qui est la base même de l'idée de démocratie.
Une seconde série de critiques porte sur la faiblesse de cette forme d'action politique, qui peut facilement être rendue invisible ou insignifiante par les autorités, par exemple en ignorant le refus en ne poursuivant pas leurs auteurs, ou encore lorsque, s'agissant de simples directives, le refus de les appliquer est attribué à une latitude concédée aux agents de les suivre ou pas.

## Cas et formes
Les formes matérielles des actions revendiquées de désobéissance civile sont très diverses. On peut distinguer en particulier celles essentiellement passives, celles plus offensives et, parmi celles-ci, celles comportant la destruction de biens matériels (arrachage de plants de maïs OGM par exemple). Ces dernières obéissent à des qualifications juridiques particulières (destruction en réunion dans le cas français).

### Désobéissance civique
Une des premières utilisations du terme de désobéissance civique a lieu le 19 décembre 1996 avec la publication de l'« Appel à la désobéissance civique » de plusieurs personnalités du cinéma, en refus des lois Debré et de leurs dispositions relatives à l'immigration. Le texte contient ces mots : « Nous appelons nos concitoyens à désobéir et à ne pas se soumettre à des lois inhumaines ».
Dans le livre Pour la désobéissance civique, José Bové et Gilles Luneau préfèrent ce terme à la traduction phonétique de l'anglais « civil disobedience » en « désobéissance civile ». Ils définissent six critères à réunir conjointement pour caractériser ainsi un acte[réf. nécessaire] :
1. c'est un acte personnel et responsable : il faut connaître les risques encourus et ne pas se soustraire aux sanctions judiciaires
2. c'est un acte désintéressé : on désobéit à une loi contraire à l'intérêt général, non par profit personnel
3. c'est un acte de résistance collective : on mobilise dans l'optique d'un projet collectif plus large
4. c'est un acte non violent : on a pour but de convertir à la fois l'opinion et l'adversaire, non de provoquer une répression ou une réponse armée ; toute attaque aux biens ne peut avoir qu'une dimension symbolique
5. c'est un acte transparent : on agit à visage découvert
6. c'est un acte ultime : on désobéit après avoir épuisé les recours du dialogue et les actions légales

Jean-Marie Muller, professeur de philosophie, théoricien de la non-violence, auteur du livre De la désobéissance civile, critique l'utilisation du terme « civique ». Il réagit à un dossier de Évelyne Sire-Marin dans la revue Politis consacré au centenaire de la « désobéissance civique » (no 916), et dénonce la définition de la désobéissance civile donnée par Évelyne Sire-Marin. Selon lui, cette définition est « en totale contradiction avec toutes les actions menées depuis un siècle et ayant eu recours à cette appellation ». Civil vient du latin civilis, dans le sens opposé à criminalis. Selon Jean-Marie Muller, « la désobéissance est « civile » en ce sens qu'elle n'est pas « criminelle », c'est-à-dire qu'elle respecte les principes, les règles et les exigences de la « civilité » ».

### Résistance fiscale
La résistance fiscale est un acte politique consistant à refuser de participer à la fiscalité de son pays au nom de valeurs morales. Cependant, en dehors des anarchistes purs et durs, le « résistant » choisit plutôt de ne réduire sa contribution qu'en proportion des actions du gouvernement qu'il désapprouve. Par exemple, un pacifiste ne retranchera ses impôts qu'au prorata du budget de l'armée (Défense nationale). Cette méthode est limitée aux impôts directs, et se voit plus difficile à réaliser avec les impôts indirects où c'est le commerçant qui fait percepteur et se verrait affecté injustement[réf. nécessaire].
Divers groupes travaillent à légaliser une forme d'objection de conscience à l'impôt militaire qui permettrait aux objecteurs de conscience de désigner leurs impôts pour n'être dépensés que sur les postes non militaires du budget.

### Artistes dans la résistance civile
Nombre d'intellectuels et d'artistes ont participé à la résistance civile sous diverses formes, ainsi que les y incitait Noam Chomsky dans son discours de 1966.
Aux États-Unis, Joan Baez a soutenu les mouvements pour les droits de noirs, les Black Panthers, et les mouvements anti guerre du Viêt Nam, tout comme Bread and Puppet Theatre.[réf. nécessaire]
En France, Keny Arkana a composé et interprété une chanson intitulée : Désobéissance civile.[réf. nécessaire]
Étienne Jarrier prône l'apprentissage de la musique comme moyens de désobéissance civile.

## Désobéissance civile par pays
(septembre 2009).

### Allemagne
Depuis 2015, des milliers d'activistes se donnent rendez-vous chaque année en Allemagne pour bloquer une mine de charbon.
D'après l'article 123 du code pénal : « Est puni d’une peine d’emprisonnement d’un an au plus ou d’une amende toute personne toute personne qui pénètre illégalement dans le domicile, les locaux commerciaux ou les biens pacifiés d’autrui ou dans les locaux clos destinés au service public ou à la circulation, ou qui, s’il y reste sans autorisation, n’en sort pas à la demande de l’ayant droit. ».

### Autriche
Lors des élections de 2023 en Autriche plusieurs candidats ont proposé de durcir les peines pour les auteurs de désobéissance civile.

### France

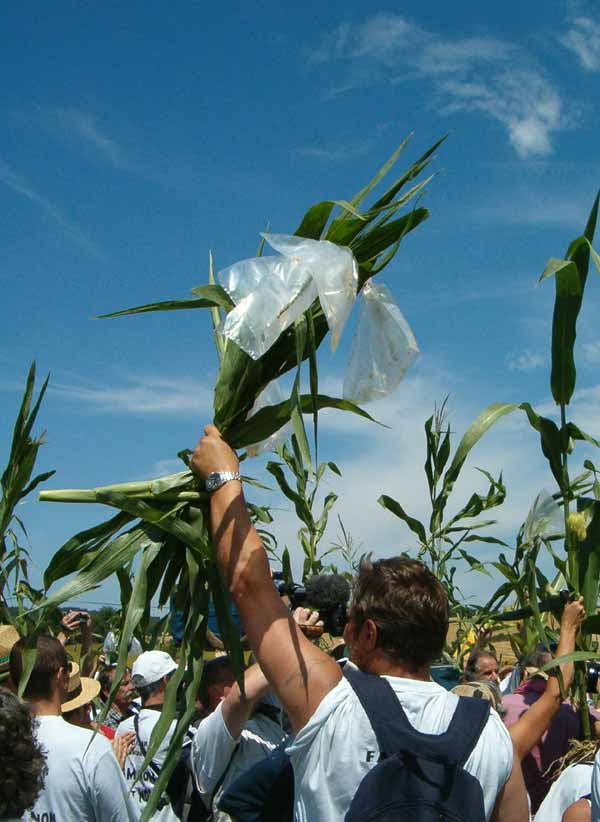
Arrachage de plants de maïs transgénique à Menville (Haute-Garonne) le 25 juillet 2004.

La désobéissance civile a été plusieurs fois revendiquée en France.

#### Manifeste des 343
Il a été utilisé contre l'interdiction de l'avortement. Le 5 avril 1971, le Nouvel Observateur publie le Manifeste des 343, qui contient une liste de 343 personnalités qui déclarent avoir avorté. Ces femmes revendiquent, symboliquement ou non, avoir commis cet acte contraire à la loi et demandent sa légalisation. En 1972, lors du procès de Bobigny concernant une femme ayant avorté à la suite d'un viol, Gisèle Halimi, avocate, plaide, en accord avec les accusés, la désobéissance légitime. L'accusée s'écrie devant le juge : « ce n'est pas moi qui suis coupable, c'est la loi ! ». De nombreuses personnalités défendent la légitimité de l'avortement malgré son caractère illégal lors d'un procès très médiatisé. En 1973, 331 médecins publient également dans Le Nouvel Observateur une déclaration dans laquelle ils affirment avoir désobéi à la loi et pratiqué des avortements. En 1975, l'avortement est finalement légalisé par la loi Veil. On voit nettement dans ces exemples le caractère civil ou civique de la désobéissance : revendiquer publiquement en justifiant la légitimité d'une procédure alors illégale, au risque d'être condamné, réunir un grand nombre de personnes en misant sur la justesse de l'action, organiser une campagne d'opinion afin de favoriser un débat public, le tout pour promouvoir une modification de la loi afin que la légitimité coïncide avec la légalité démocratique.

#### Blocage de plusieurs tours de La Défense
Le 19 avril 2019, Action non-violente COP21, Greenpeace et Les Amis de la Terre ont organisé une des plus grandes actions de désobéissance citoyenne connues en France, regroupant un total de 2 030 activistes. Durant cette journée de mobilisation, quatre tours du quartier des affaires La Défense à Paris ont été bloquées. Parmi elles, il y avait le siège de Total, de EDF, de la Société Générale et du ministère de la transition écologique et solidaire. Les associations organisatrices pointent du doigt ce qu'elles appellent « La République des pollueurs », et demandent au gouvernement d'Emmanuel Macron un changement de politique radical afin de lutter efficacement contre le réchauffement climatique,,.

#### Désobéissance des agriculteurs: Cervières, Larzac, Langogne-Naussac et Clarée
La désobéissance civile a été utilisée à plusieurs reprises par les paysans, en particulier du Larzac dans leur lutte contre l'extension du camp militaire entre 1971 et 1981, mais également un peu plus tôt par les agriculteurs résistant au projet de super-station de Ski à Cervières (Hautes-Alpes).
Elle domine aussi le mouvement lancé dans les Alpes par Émilie Carles pour protéger la vallée de la Clarée, raconté dans son roman Une soupe aux herbes sauvages et le mouvement de contestation du barrage de Naussac, et son importante mobilisation des élus locaux,, qui culmine avec une manifestation géante autour des agriculteurs à Langogne.

#### Faucheurs volontaires
De même, les procès médiatisés de paysans du syndicat agricole français Confédération paysanne dont José Bové pour la mise à sac d'un fast food McDonald's en construction à Millau ou l'arrachage de plants transgéniques (OGM) avec les Faucheurs volontaires ont suscité une amorce de débat sur la légitimité de ce type de pratiques, passant par la destruction de biens matériels. Le même lexique a été utilisé par Attac avec ses faucheurs de chaises. Le but : dérober des chaises dans des agences bancaires afin de dénoncer l'évasion fiscale. Des procès contre les « faucheurs de chaises » ont eu lieu à Nancy, Carpentras, Dax,.

#### Soutien aux sans-papiers
On peut citer également le « Manifeste des délinquants de la solidarité » écrit le 27 mai 2003, en soutien à des militants arrêtés pour avoir aidé des étrangers en situation irrégulière, a déjà été signé par plus de 12 000 personnes et 300 organisations[réf. nécessaire]. Ce manifeste s'oppose ainsi à l'application de l'article 21 de l'ordonnance du 2 novembre 1945 qui dispose que : « Toute personne qui (…) aura, par aide directe ou indirecte, facilité ou tenté de faciliter l'entrée, la circulation ou le séjour irrégulier, d'un étranger en France ou dans l'espace international précité sera punie d'un emprisonnement de cinq ans et d'une amende de 30 000 € ».

#### Désobéisseurs pédagogiques
À l'Éducation nationale, un mouvement de professeurs qui refusent la réforme de l'école primaire (« désobéisseurs pédagogiques ») pose la question des nouvelles formes de la désobéissance civile. Le mouvement a commencé avec la lettre ouverte d'Alain Refalo envoyée le 6 novembre 2008 à son inspecteur pédagogique pour l'informer qu'il entrait en désobéissance. Le mouvement a été suivi par des milliers d'enseignants dès janvier 2009. Alain Refalo a été condamné par la commission disciplinaire pour « incitation à la désobéissance collective », « attaque publique contre un fonctionnaire de la République », « refus d'obéir » et « manquement au devoir de réserve ».
En 2024, des parents ayant refusés de placer leurs enfants à l'école sont poursuivis par l'état.

#### Actions des associations
De nombreuses associations pratiquent des actions de désobéissance comme moyen ponctuel ou permanent : ainsi des associations comme Greenpeace luttent contre les transports de déchets nucléaires ; les militants s'enchaînant sur les voies ferrées, d'autres comme l'association Droit au logement occupent de façon illégale des logements vides pour alerter l'opinion et modifier la politique du gouvernement en matière de logement.
L'association de libération animale 269 Libération animale se revendique comme un groupe antispéciste contraint à la désobéissance civile. Les actions de cette association ont conduit les deux présidents — Tiphaine Lagarde et Ceylan Cirik — devant les tribunaux.
En vue de la conférence de Paris pour le climat (COP 21), le collectif ANV-COP21 s'est formé afin d'utiliser l'outil de la désobéissance citoyenne contre les politiques climaticides de l’État et grandes entreprises. Ce collectif a entre autres organisé des réquisitions de chaises à la BNB Paribas, des re-décorations de stations service, ou encore des réquisitions de portraits officiels du président de la République Emmanuel Macron.
Mais l'utilisation de la répression en tant que stratégie de défense donne lieu à des victoires paradoxales, si le cas du procès de Millau est si célèbre, c'est surtout parce que sa victoire a été de permettre l'emprisonnement de José Bové, ce qui a fait la célébrité et la popularité de la cause, et sa grande répercussion médiatique. La désobéissance civile enclenche alors un renversement de la fonction du tribunal et de l'avocat, la condamnation devenant un objectif politique, la condamnation d'un militant pouvant être un moyen de lui faire gagner sa cause sur le plus long terme,.

#### Refus du contrôle technique des deux-roues
En 2023, la Fédération Française des Motards en Colère appelle à entrer en désobéissance civile contre le contrôle des deux roues motorisées qu'elle trouve "absurde".

### Italie
Les bergers du village sarde d'Orgosolo, dans le secteur de Pratobello qui se voient obligés de transférer leur bétail à cause d'un champ de tir et parviennent en se mobilisant à y faire échec, ce qui est à l'origine du mouvement de Peinture murale dans une soixantaine de villages où avait lieu la Transhumance en Sardaigne. Le « mouvement muraliste » a été relancé dans les années 1960, par cette révolte des bergers sardes et il est devenu une importante attraction pour les visiteurs de la région, contribuant au tourisme en Sardaigne

### Suisse

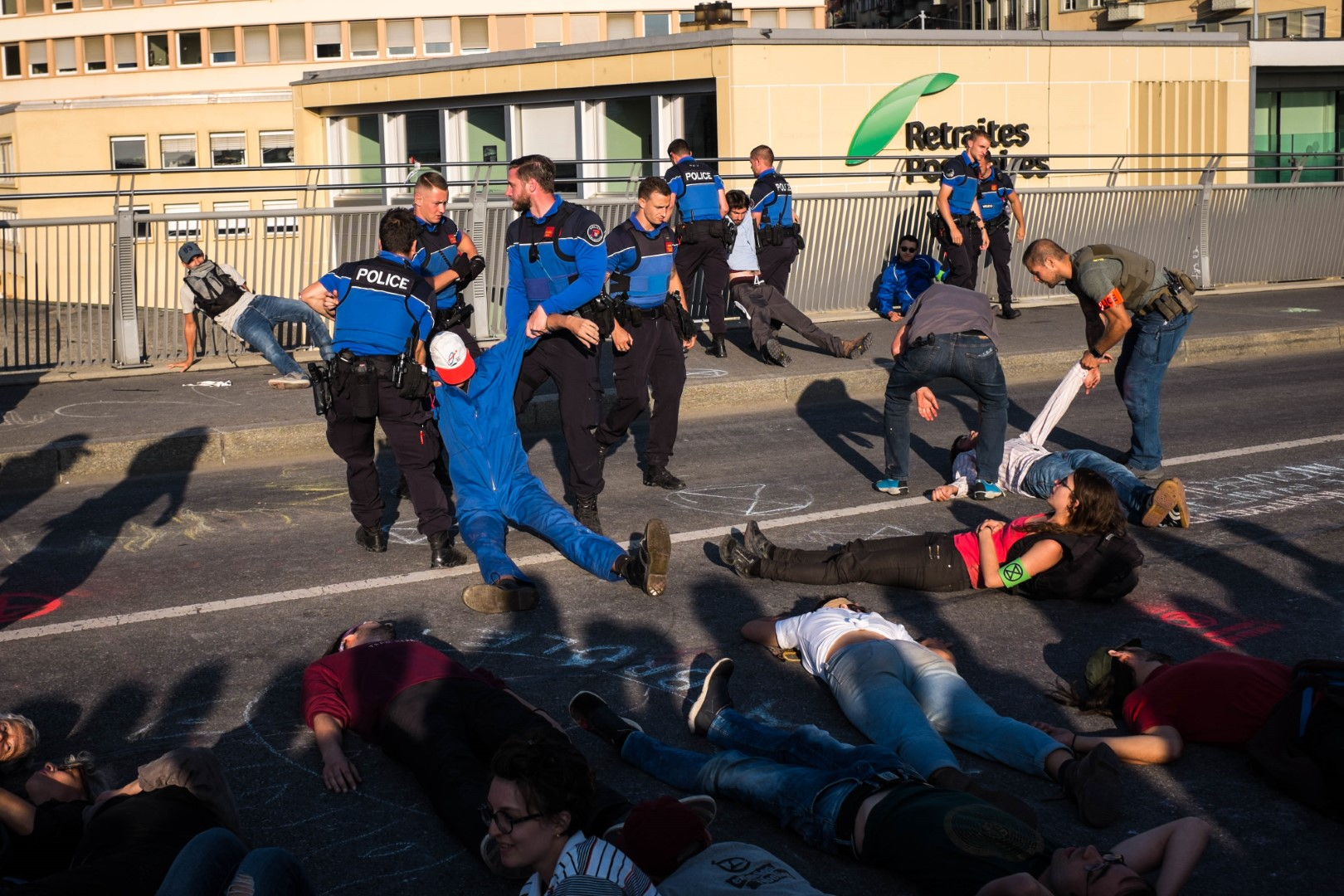
Exemple de résistance passive : les manifestants se laissent porter.

Au XXe siècle, 12 000 jeunes objecteurs de conscience suisses ont été condamnés pour refus de servir l'armée, avant que le service civil ne soit créé en 1996,.
Entre 1979 et 1982, des jeunes Biennoises ont boycotté des cours ménagers, demandant qu'ils deviennent mixtes et facultatifs. Elles sont condamnées à une amende pour refus de suivre des cours jusqu'à ce que le canton rende les cours facultatifs en 1982.
Au XXIe siècle, plusieurs mouvement pour le climat organisent des actions de désobéissance civile (dont Lausanne action climat et Extinction Rebellion).

### Autres pays

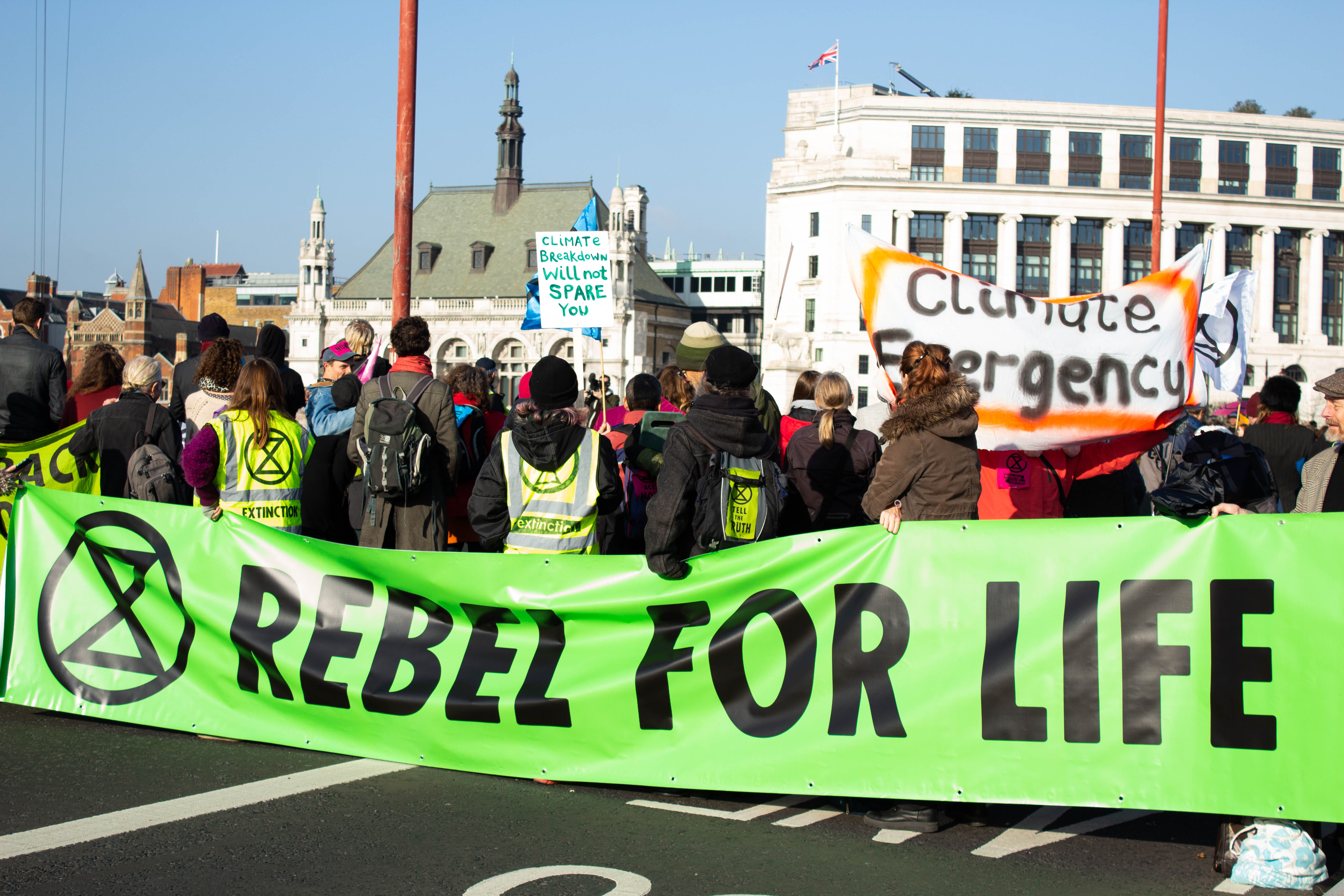
Blocage d'un pont de Londres, par Extinction Rebellion en 2018.

Les actions de résistance pacifique du mouvement altermondialiste lors de ses « contre-sommets », ou des ateliers de formation à la désobéissance civile sont suivis par les militants de cette mouvance (afin d'apprendre des techniques illégales non-violentes et les attitudes à tenir en cas d'arrestation) démontrent que la désobéissance civile est une stratégie à part entière d'une partie de ce mouvement.
Les anarchistes prônent la désobéissance civile comme moyen d'échapper à l'État, sous la forme de squats politiques, appropriations, actions, etc.
Depuis 2018, le mouvement écologiste international de désobéissance civile non violente Extinction Rebellion est actif dans de nombreux pays.

## Au cinéma

### Films de fiction
Dans La Grande Lessive (!) (1968), Jean-Pierre Mocky raconte l'histoire d'un professeur de littérature qui, déplorant les effets de la télévision sur la concentration et le sommeil de ses élèves, décide de saboter la télévision en appliquant un produit chimique sur les antennes de télévision. Sa démarche peut être assimilée à de la désobéissance civile.
Dans Welcome (2009), Philippe Lioret raconte l'histoire de la rencontre à Calais de Simon, maître-nageur, et Bilal, immigré clandestin souhaitant traverser la Manche à la nage pour rejoindre l'Angleterre.

### Films documentaires
Dans Vita activa, The spirit of Hannah Arendt (titre du 90 minutes : Hannah Arendt : Du devoir de la désobéissance civile) (2015), Ada Ushpiz développe la pensée et explore la vie de la célèbre philosophe à la lumière des événements de la place Tahrir (en Égypte).
Dans La désobéissance civile - Respiration de la démocratie ou l'envol des oiseaux (2005), Louis Campana invite des spécialistes, experts et activistes à définir la notion de désobéissance.
Dans Irrintzina (2017), Sandra Blondel et Pascal Hennequin suivent l'action du collectif Alternatiba, une nouvelle génération de militants climatiques.

### Pensée moderne
- Étienne de La Boétie, Discours de la servitude volontaire ou le Contr'un, 1574.
- Henry David Thoreau, La Désobéissance civile (traduction française), 1849. En version audio

### Pensée contemporaine
- Jean-Baptiste Comby et Sophie Dubuisson-Quellier, Mobilisations écologiques, la Vie des idées.fr PUF, coll. « La vie des idées », 2023 (ISBN 978-2-13-062966-5)
- Dominique Bourg, Clémence Demay et Brian Favre, Désobéir pour la Terre : défense de l'état de nécessité, Presses universitaires de France, 2021, 330 p. (ISBN 978-2-13-083035-1).
- Chloé di Cintio, Petit traité de désobéissance civile, éditions Res Publica, 2010.
- Sébastien Porte, Cyril Cavalié, Un nouvel art de militer, Éditions Alternatives, 2009.
- Erich Fromm, De la désobéissance et autres essais, (1963) 1982.
- Hannah Arendt, Du mensonge à la violence, Presses Pocket, 1991.
- José Bové et Gilles Luneau, Pour la désobéissance civique, La Découverte, Paris, 2004.
- Manuel Cervera-Marzal, Désobéir en démocratie. La pensée désobéissante de Thoreau à Martin Luther King, Aux Forges de Vulcain, 2013.
- (en) Noam Chomsky, « The Responsability of Intellectuals », dans Theodore Roszak (dir.), The dissenting academy, New York, Pantheon Book, 1968, 304 p. (OCLC 760382168), p. 254-298.
- Gandhi, Tous les hommes sont frères, textes choisis par Krishna Kripalani, Folio Essai, 1958. Voir notamment chapitre : « Ahimsa ou la voie de la non-violence ».
- Gagliano Giuseppe, Désinformation, désobéissance civile et guerre cognitive, Va Press, Versailles, 2017 .
- Les désobéisseurs - entretiens avec des agents du service public, ouvrage collectif par Fabien Grolleau, Camille Burger, Damien Roudeau, Terreur Graphique, Nicolas La Casinière, Pat Ryu, Benjamin Adam, Don Pedro de La Vega Vide Cocagne, coll. « Soudain », 2013.
- David Hiez et Bruno Villalba (dir.), La désobéissance civile : Approches politique et juridique, Villeneuve d'Ascq, Presses universitaires du Septentrion, coll. « Espaces politiques », 2008, 198 p. (ISBN 978-2-7574-0065-4, lire en ligne).
- Frédéric Gros, Désobéir, Éditions Albin Michel, 2017  (ISBN 2-226-39528-8).
- Sandra Laugier, Une autre pensée politique américaine, la démocratie radicale d'Emerson à Cavell, Éditions Michel Houdiard, Paris, 2004.
- Jean-Marie Muller, L'impératif de désobéissance Fondements philosophiques et stratégiques de la désobéissance civile, Éditions le passager clandestin, 2011.
- Mario Pedretti, La Figure du désobéissant en politique, L'Harmattan, 2001.
- Xavier Renou, Désobéir : le petit manuel, Éditions le passager clandestin, 2019 (1re éd. 2012), 184 p. (ISBN 978-2-916952-69-7, lire en ligne).
- Jacques Sémelin, Sans armes face à Hitler. La Résistance civile en Europe (1939–1943), Payot, Paris, 1989  (ISBN 978-2-2288-8202-6).
- Howard Zinn, Désobéissance civile et démocratie, Agone, coll. « éléments », 2010  (ISBN 978-2-7489-0120-7).
- (en) Te Miringa Hohaia, Gregory O'Brien, Lara Strongmann, The Art of Passive Resistance, City Gallery Wellington, 2001.

## Filmographie
- 2011 : Banksy, The Antics Roadshow, diffusé le 13 août 2011 sur Channel 4[47].